# 熱海王星
热海王星（hot Neptune）是一类假定存在的太阳系外行星，其轨道距离母星较近（通常小于1天文单位），且该类行星的质量接近于海王星和天王星的内核和包层质量之和，例如葛利斯436b。近期的观测结果表明可能存在的热海王星的数量较预期的多。